# Orthacheta strigipes
Orthacheta strigipes är en tvåvingeart som beskrevs av Johnson 1927. Orthacheta strigipes ingår i släktet Orthacheta och familjen kolvflugor. Inga underarter finns listade i Catalogue of Life.